# Kirke Hvalsø
Kirke Hvalsø – miasto w Danii, w regionie Zelandia, w gminie Lejre.